# Hormon antymüllerowski
Hormon antymüllerowski, czynnik antymüllerowski, czynnik hamujący rozwój przewodów Müllera (ang. Anti-Müllerian Hormone, Müllerian Inhibiting Factor, AMH, MIF) – hormon produkowany przez komórki Sertolego gruczołów płciowych, oraz przez komórki warstwy ziarnistej.
Hormon ten jest produkowany przez komórki Sertolego płodowych jąder. Produkcja rozpoczyna się po piątym tygodniu. Jego działanie objawia się w postaci zarastania (inaczej wirylizacji) przewodów Müllera, co rozpoczyna się w ósmym tygodniu ciąży, a końca dobiega w jedenastym tygodniu.
W diagnostyce medycznej MIF jest używany jako indykator przy indukowaniu owulacji u kobiet, oraz przy niektórych stanach patofizjologicznych jajników, takich jak zespół policystycznych jajników. W przypadku leczenia niepłodności służy także do oceny rezerwy jajnikowej.
Poziom MIF u kobiet jest regulowany przez poziom witaminy D.
W badaniach na myszach dowiedziono wpływu MIF na owulację, wywoływanego poprzez zaburzenie wpływu hormonu folikulotropowego na jajniki, co wywołuje opóźnienie owulacji.
U ludzi gen kodujący AMH znajduje się na chromosomie 19, na locus 19p13.3 i składa się z pięciu egzonów. Jest glikoproteiną złożoną z jednego homodimeru.